# 夏苅佐宜
夏苅 佐宜（なつかり さよ、1976年 - ）は、日本の経済学者・文学研究者。高崎経済大学経済学部准教授。専門は、英語教育、第二言語習得。所属学会は、全国英語教育学会、大学英語教育学会、International Pragmatics Association。

## 略歴
- 1999年3月 武蔵大学人文学部欧米文化学科卒業
- 2001年9月 スターリング大学大学院英語教授法修士課程（MSc in TESOL）入学
- 2003年3月 スターリング大学大学院英語教授法修士課程（MSc in TESOL）修了
- 2003年4月 昭和女子大学大学院文学研究科英米文学専攻博士後期課程入学
- 2006年3月 昭和女子大学大学院文学研究科英米文学専攻博士後期課程修了
- 2009年4月 立教大学教育講師
- 2014年4月 高崎経済大学経済学部准教授

## 研究業績
- Natsukari, S. Use of I in essays by Japanese EFL learners, JALT Journal, 34 (1). 2012年
- 「英文エッセイにおける人称代名詞Iの過剰使用―国際コーパス比較」『立教大学ランゲージセンター紀要』単著、27号、2012年
- Natsukari, S. Sensory learning style preferences and vocabulary learning, Gakuen, 823, 2009年